# 阿蒂利奥·费拉里斯
阿蒂利奥·费拉里斯（義大利語：Attilio Ferraris，1904年3月26日—1947年5月8日），意大利男子足球运动员。他曾代表意大利国家队参加1928年夏季奥林匹克运动会足球比赛，获得一枚铜牌。